# Jeanette Hegg Duestad
Jeanette Hegg Duestad (* 11. Januar 1999 in Tønsberg) ist eine norwegische Sportschützin. Sie ist mehrfache Welt- und Europameisterin sowie Europaspielesiegerin.

## Werdegang
Jeanette Hegg Duestad ist begeisterte Reiterin und kam durch Zufall zum Schießsport. Dabei war für sie die größte Faszination, nach dem abgegebenen Schuss das Resultat durch die Visierung sofort zu sehen. Mit 18 Jahren gewann sie ihre erste internationale Medaille, als sie 2017 bei den Junioren-Europameisterschaften in Baku in der Disziplin 50 m KK Dreistellungskampf Mannschaft mit Jenny Stene und Regine Nesheim den ersten Platz belegte.
Ihr großes Talent konnte Duestad bereits 2019 unter Beweis stellen, als sie beim ISSF Junioren World Cup 2019 in Suhl mit 627,9 Ringen den Junioren-Weltrekord im 50 m liegend Kleinkaliber aufstellte und Gold gewann. Beim gleichen Wettkampf konnte sie mit Karina Stette und Tonje Engevik erneut einen Junioren-Weltrekord einstellen, als das Trio mit 1865,5 Ringen im 50 m liegend Kleinkaliber Mannschafts-Wettbewerb Gold holte.
2020 konnte sich Duestad zum ersten Mal für die Olympischen Spiele qualifizieren. In Tokio wurde sie im 10 m Luftgewehr Mixed Schießen mit ihrem Landsmann Henrik Larsen Zehnte. Im 10 m Luftgewehr-Einselwettbewerb erzielte sie in der Qualifikation für das Finale einen neuen olympischen Rekord von 632,9 Ringen. Im Finale wurde sie anschließend Vierte. In ihrem dritten Start bei Olympia im Kleinkalibergewehr Dreistellungskampf verpasste sie die Bronzemedaille um 0,4 Ringe.
In der deutschen Luftgewehr-Bundesliga startete sie für die SB Freiheit. Dort kam es am 5. Dezember 2021 zum ersten „400er Stechen“, als Duestad und der Ungar István Péni (Elsen) beide mit ihren 40 Schuss die maximale Anzahl von 400 Ringen erzielen konnten. Beim anschließenden Shoot-Off waren vier Stechschüsse notwendig, um die Partie zu entscheiden. Peni sorgte mit 10,8 zu 10,3 für die Entscheidung zugunsten des SSV Elsen.
2023 startete Duestad für Norwegen bei den Europaspielen 2023, wo sie mit ihren Schützenkolleginnen Mari Bårdseng Løvseth und Jenny Stene die Goldmedaille im 50 m KK Dreistellungskampf Mannschaft gewinnen konnte.
Eine erneute Nominierung zu den Olympischen Sommerspielen erfolgte 2024. In Paris startete sie unter anderem im 10 m Luftgewehr Mixed-Wettbewerb, in dem sie mit 0,1 Ringen Rückstand hinter Anna Janßen und Maximilian Ulbrich den 5. Platz belegte. Beim 10 m Luftgewehr-Einzelschießen wurde sie Achte. Im 50 m KK Dreistellungskampf konnte sie den 4. Platz belegen.
Jeanette Hegg Duestad ist 5-fache Weltmeisterin, Europaspielesiegerin, 6-fache Europameisterin, 11-fache ISSF-World-Cup-Siegerin sowie 8-fache norwegische Meisterin.